# Italia en la Copa Mundial de Fútbol de 2002
La selección de Italia fue uno de los 32 equipos participantes en la Copa Mundial de Fútbol de 2002, torneo que se llevó a cabo del 31 de mayo al 30 de junio en Corea del Sur y Japón.
Después de llegar a cuartos de final en la Copa Mundial de Fútbol de 1998 y llegar a la final de la Eurocopa de 2000, Italia esperaba por lo menos clasificar a octavos de final. Para la primera ronda, Italia quedó emparejada con Ecuador, Croacia y México.
En su primer partido, Italia empezó a dominar al minuto 7' con un gol de Cristian Vieri, en el minuto 27', Vieri regresaba con su segundo gol, finalizando el partido 2 a 0. La selección de Giovanni Trapattoni parecía clasificarse a octavos de final. Para el segundo partido, el primer tiempo fue una pelea constante entre Italia y Croacia, para el segundo tiempo, Vieri anotó su tercer gol en el minuto 55', Ivica Olić anotó para el minuto 73', 3 minutos más tarde Milan Rapaic anotó el gol final del partido, la Squadra Azzurra tenía que luchar para clasificarse.
En el tercer partido, Italia empezó perdiendo con uno de los mejores goles del mundial de Jared Borgetti, en el segundo tiempo Italia no conseguía el gol, en el minuto 85' apareció Alessandro Del Piero. Con 4 puntos, clasificarse era difícil, pero Ecuador dio la sorpresa y venció a Croacia.
En octavos de final, Italia debió enfrentar a uno de los equipos anfitriones Corea del Sur. Empezando el partido, Vieri anotó su cuarto gol del mundial y parecía derrotar a los coreanos, en el segundo tiempo Seol Ki-hyeon anotó el gol del empate. Para el tiempo extra, el partido seguía reñido, además de polémicas jugadas de goles que no valieron para Italia, en el minuto 117', Ahn Jung-hwan anotó el Gol de oro que eliminó a Italia del mundial.
El diario deportivo italiano Corriere dello Sport, en su edición del 29 de mayo de 2015, publicó una detallada investigación la cual concluye que Corea del Sur fue beneficiada por los árbitros en sus duelos frente a Italia y España para poder avanzar hasta semifinales del Mundial 2002. Estas denuncias se produjeron en medio de un gigantesco escándalo de corrupción en el que estaban involucrados altos directivos de la FIFA.

## Clasificación

### Grupo 8
| Pos. | Equipo   | Pts. | PJ | G | E | P | GF | GC | Dif. | Clasificación |     | ITA | ROM | GEO | HUN | LTU |
| ---- | -------- | ---- | -- | - | - | - | -- | -- | ---- | ------------- | --- | --- | --- | --- | --- | --- |
| 1    | Italia   | 20   | 8  | 6 | 2 | 0 | 16 | 3  | +13  | Clasificado   |     | —   | 3–0 | 2–0 | 1–0 | 4–0 |
| 2    | Rumania  | 16   | 8  | 5 | 1 | 2 | 10 | 7  | +3   | Playoff       |     | 0–2 | —   | 1–1 | 2–0 | 1–0 |
| 3    | Georgia  | 10   | 8  | 3 | 1 | 4 | 12 | 12 | 0    |               |     | 1–2 | 0–2 | —   | 3–1 | 2–0 |
| 4    | Hungría  | 8    | 8  | 2 | 2 | 4 | 14 | 13 | +1   |               | 2–2 | 0–2 | 4–1 | —   | 1–1 |     |
| 5    | Lituania | 2    | 8  | 0 | 2 | 6 | 3  | 20 | −17  |               | 0–0 | 1–2 | 0–4 | 1–6 | —   |     |

 Fuente: 

## Jugadores
| #  | Nombre               | Posición      | Club           |
| -- | -------------------- | ------------- | -------------- |
| 1  | Gianluigi Buffon     | Portero       | Juventus       |
| 2  | Christian Panucci    | Defensa       | AS Roma        |
| 3  | Paolo Maldini        | Defensa       | AC Milan       |
| 4  | Francesco Coco       | Defensa       | FC Barcelona   |
| 5  | Fabio Cannavaro      | Defensa       | Parma          |
| 6  | Cristiano Zanetti    | Mediocampista | Inter de Milán |
| 7  | Alessandro Del Piero | Delantero     | Juventus       |
| 8  | Gennaro Gattuso      | Mediocampista | AC Milan       |
| 9  | Filippo Inzaghi      | Delantero     | AC Milan       |
| 10 | Francesco Totti      | Delantero     | AS Roma        |
| 11 | Cristiano Doni       | Mediocampista | Atalanta       |
| 12 | Christian Abbiati    | Portero       | AC Milan       |
| 13 | Alessandro Nesta     | Defensa       | SS Lazio       |
| 14 | Luigi Di Biagio      | Mediocampista | Inter de Milán |
| 15 | Mark Iuliano         | Defensa       | Juventus       |
| 16 | Angelo Di Livio      | Mediocampista | AC Fiorentina  |
| 17 | Damiano Tommasi      | Mediocampista | AS Roma        |
| 18 | Marco Delvecchio     | Delantero     | AS Roma        |
| 19 | Gianluca Zambrotta   | Defensa       | Juventus       |
| 20 | Vincenzo Montella    | Delantero     | AS Roma        |
| 21 | Christian Vieri      | Delantero     | Inter de Milán |
| 22 | Francesco Toldo      | Portero       | Inter de Milán |
| 23 | Marco Materazzi      | Defensa       | Inter de Milán |
| DT | Giovanni Trapattoni  |               |                |

## Partidos

### Primera fase
| Equipo  | Pts | PJ | PG | PE | PP | GF | GC | Dif |
| ------- | --- | -- | -- | -- | -- | -- | -- | --- |
| México  | 7   | 3  | 2  | 1  | 0  | 4  | 2  | +2  |
| Italia  | 4   | 3  | 1  | 1  | 1  | 4  | 3  | +1  |
| Croacia | 3   | 3  | 1  | 0  | 2  | 3  | 4  | -1  |
| Ecuador | 3   | 3  | 1  | 0  | 2  | 2  | 4  | -2  |

| 3 de junio de 2002, 20:30 | Italia        | 2:0 (2:0) | Ecuador | Domo de Sapporo, Sapporo                                                |                                                                         |
|                           | Vieri 7', 27' | Reporte   |         | Asistencia: 31.081 espectadores Árbitro(s): Brian Hall (Estados Unidos) | Asistencia: 31.081 espectadores Árbitro(s): Brian Hall (Estados Unidos) |

| 8 de junio de 2002, 18:00 | Italia    | 1:2 (0:0) | Croacia               | Estadio de Kashima, Ibaraki                                          |                                                                      |
|                           | Vieri 55' | Reporte   | Olić 73' · Rapaić 76' | Asistencia: 36.472 espectadores Árbitro(s): Graham Poll (Inglaterra) | Asistencia: 36.472 espectadores Árbitro(s): Graham Poll (Inglaterra) |

| 13 de junio de 2002, 20:30 | México       | 1:1 (1:0) | Italia        | Oita Stadium Big Eye, Ōita                                        |                                                                   |
|                            | Borgetti 34' | Reporte   | Del Piero 85' | Asistencia: 39.291 espectadores Árbitro(s): Carlos Simon (Brasil) | Asistencia: 39.291 espectadores Árbitro(s): Carlos Simon (Brasil) |

### Octavos de final
| 18 de junio de 2002, 20:30 | Corea del Sur       | 2:1 (0:1 ; 1:1) (t. s.) | Italia    | Estadio Mundialista de Daejon, Daejeon                             |                                                                    |
|                            | Seol 88' · Ahn 117' | Reporte                 | Vieri 18' | Asistencia: 38.588 espectadores Árbitro(s): Byron Moreno (Ecuador) | Asistencia: 38.588 espectadores Árbitro(s): Byron Moreno (Ecuador) |

### Participación de jugadores
| #  | Nombre               | Posición      | PJ | Min |   | Asist | Tiros  | Faltas |   |   |
| -- | -------------------- | ------------- | -- | --- | - | ----- | ------ | ------ | - | - |
| 2  | Christian Panucci    | Defensa       | 4  | 343 | 0 | 0     | 1      | 2-7    | 1 | 0 |
| 3  | Paolo Maldini        | Defensa       | 4  | 390 | 0 | 0     | 1      | 10-3   | 0 | 0 |
| 4  | Francesco Coco       | Defensa       | 2  | 147 | 0 | 0     | 0      | 3-1    | 1 | 0 |
| 5  | Fabio Cannavaro      | Defensa       | 3  | 270 | 0 | 0     | 1      | 3-2    | 2 | 0 |
| 6  | Cristiano Zanetti    | Mediocampista | 3  | 310 | 0 | 0     | 1      | 10-5   | 1 | 0 |
| 7  | Alessandro Del Piero | Delantero     | 3  | 89  | 1 | 0     | 2      | 3-5    | 0 | 0 |
| 8  | Gennaro Gattuso      | Mediocampista | 2  | 80  | 0 | 0     | 1      | 2-4    | 0 | 0 |
| 9  | Filippo Inzaghi      | Delantero     | 2  | 66  | 0 | 0     | 1      | 2-3    | 0 | 0 |
| 10 | Francesco Totti      | Delantero     | 4  | 345 | 0 | 2     | 9      | 13-17  | 3 | 1 |
| 11 | Cristiano Doni       | Mediocampista | 2  | 144 | 0 | 1     | 3      | 3-4    | 0 | 0 |
| 13 | Alessandro Nesta     | Defensa       | 3  | 194 | 0 | 0     | 1      | 2-3    | 0 | 0 |
| 14 | Luigi Di Biagio      | Mediocampista | 1  | 69  | 0 | 0     | 0      | 1-0    | 0 | 0 |
| 15 | Mark Iuliano         | Defensa       | 1  | 120 | 0 | 0     | 0      | 3-0    | 0 | 0 |
| 16 | Angelo Di Livio      | Mediocampista | 2  | 74  | 0 | 0     | 0      | 0-0    | 0 | 0 |
| 17 | Damiano Tommasi      | Mediocampista | 4  | 390 | 0 | 0     | 2      | 10-6   | 1 | 0 |
| 18 | Marco Delvecchio     | Delantero     | 0  | 0   | 0 | 0     | 0      | 0-0    | 0 | 0 |
| 19 | Gianluca Zambrotta   | Defensa       | 4  | 342 | 0 | 0     | 6      | 8-12   | 1 | 0 |
| 20 | Vincenzo Montella    | Delantero     | 1  | 35  | 0 | 1     | 1      | 2-0    | 1 | 0 |
| 21 | Cristian Vieri       | Delantero     | 4  | 390 | 4 | 0     | 19     | 9-12   | 1 | 0 |
| 23 | Marco Materazzi      | Defensa       | 1  | 66  | 0 | 0     | 0      | 1-0    | 0 | 0 |
| #  | Nombre               | Posición      | PJ | Min |   | Prom. | Atajos | Faltas |   |   |
| 1  | Gianluigi Buffon     | Portero       | 4  | 390 | 5 | 0,29  | 17     | 0-0    | 0 | 0 |
| 12 | Christian Abbiati    | Portero       | 0  | 0   | 0 | 0     | 0      | 0-0    | 0 | 0 |
| 22 | Francesco Toldo      | Portero       | 0  | 0   | 0 | 0     | 0      | 0-0    | 0 | 0 |